# Campiner
Campiner er en meget gammel hønserace, der stammer fra Belgien.
Hanen vejer 2-2,5 kg og hønen vejer 1,5-1,8 kg. De lægger hvide æg à 55-61 gram. Racen findes også i dværgform.

## Farvevariationer
- Sølv
- Guld